# Turcasso

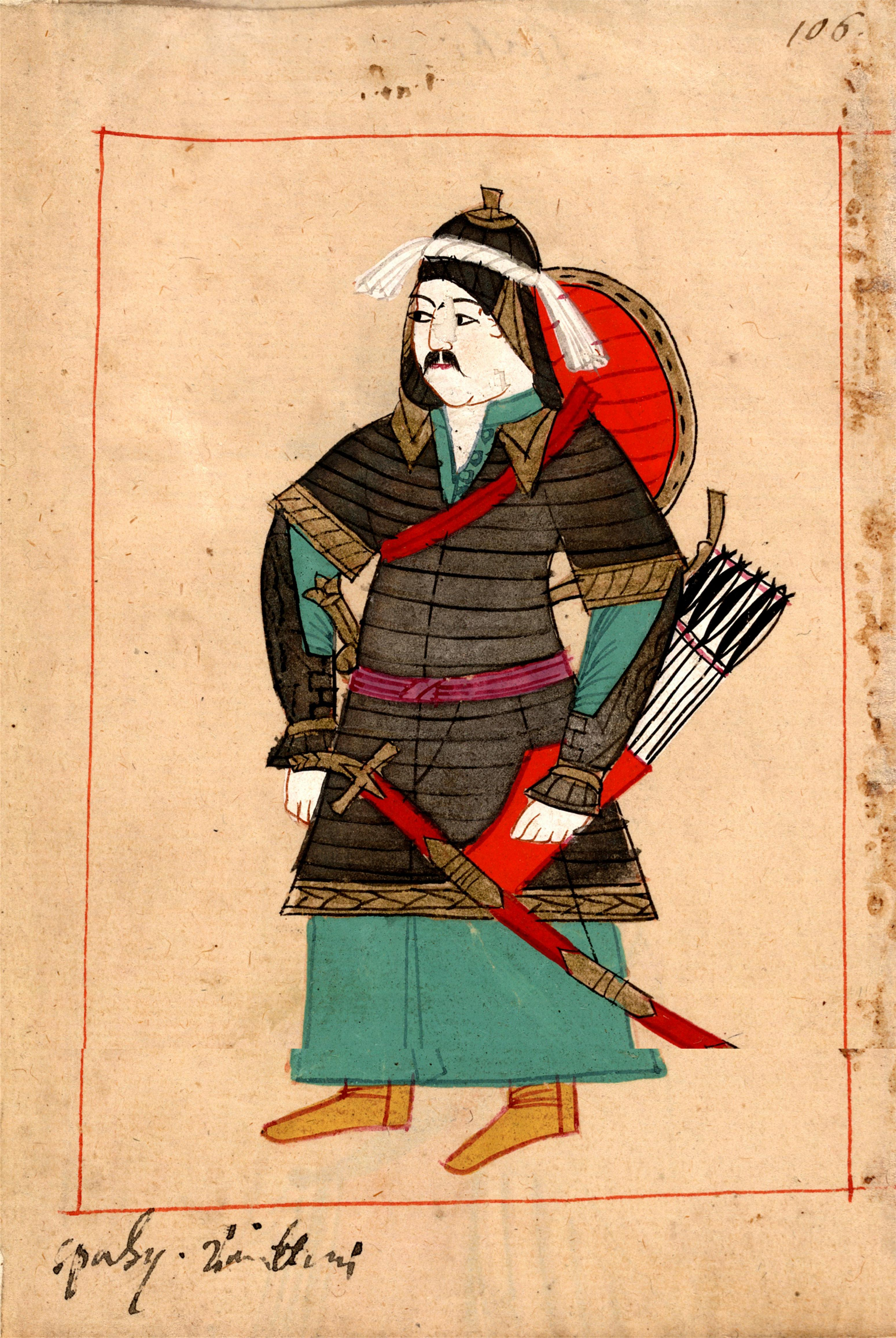
Cavaliere turco con corazza leggera, arco composito, turcasso e kilij (scimitarra).

Il turcasso è una particolare tipologia di custodia per le frecce, altrimenti detta faretra.
Data l'influenza ellenica e medio orientale e la datazione storica d'inizio dell'utilizzo del termine, detta è più precisamente indicata la faretra in uso agli arcieri turchi. Tipicamente si differenzia dall'equivalente guaina per frecce a tracolla per il suo alternativo fissaggio alla cintura. Confezionato prevalentemente con pelle conciata, il turcasso è stato rinvenuto in differenti fogge, presentando come parti costituenti anche pelli di bovini e velli ovini.

## Etimologia
Al vocabolo "turcasso" sono attribuite etimologie differenti, secondo lo studio dell'etimo di diverse culture e lingue (greco, turco, persiano), come lo sono anche le diverse accezioni che definiscono la scelta del termine. In lingua italiana, il vocabolo era già in uso nel XIV secolo, tanto da comparire nella Divina Commedia:
(Dante Alighieri, Paradiso (Divina Commedia), canto 1)
La parola turcasso viene utilizzata anche da Italo Calvino in "Le città invisibili" - "Un turcasso pieno di frecce indicava ora l'approssimarsi di una guerra, ora l'abbondanza di cacciagione oppure la bottega d'un armaiolo." (II Capitolo).

## Utilizzo grafico
Simbolo molto utilizzato iconograficamente, il turcasso appare in diversi vessilli e bandiere del passato ed altri odierni.
La bandiera della Repubblica Cispadana lo inserisce al centro della fascia bianca, raffigurandolo in verticale, con quattro frecce al suo interno, circondato da un serto di lauro (alloro), sormontante la corona civica e ornato da un trofeo di armi.